# Moeraszegge
Moeraszegge (Carex acutiformis) is een plantensoort uit de cypergrassenfamilie (Cyperaceae).

## Determinatie
Moeraszegge is een overblijvende, kruidachtige plant. De plant wordt 50–100 cm hoog en vormt lange, kruipende wortelstokken. De scherp driekantige, ruwe stengels zijn tot 4 mm dik. De kale, glanzende, donkergroene, vaak overhangende bladeren zijn 5–10 mm breed. De onderkant van de bladeren is blauwgrijs. De onderste, meestal paars aangelopen bladscheden rafelen. De dwarsnerven van de bladscheden en bladschijven zijn minder opvallend dan die van oeverzegge.
Moeraszegge bloeit in mei en juni. Aan de bloeiwijze zitten twee of drie, 4–10 mm brede, donkerbruine tot zwarte mannelijke aren. De daar onder zittende twee of meer vrouwelijke aren zijn 6–8 mm breed. De aren kunnen tot 5 cm lang worden. De bloemen hebben meestal drie stempels, maar sommige bloemen kunnen ook twee stempels hebben. De schutbladen van de vrouwelijke aren zijn bladachtig en hebben bijna geen schede. Het onderste schutblad steekt meestal boven de bloeiwijze uit. Het tweetandige, 4–5 mm lange, afgeplatte, kale, papilleuse, dof grijsbruine tot olijfgroene urntje is op doorsnede driekantig en heeft een lange snavel. Het urntje is een soort schutblaadje dat geheel om de vrucht zit.
De vrucht is een driekantig nootje, soms komen ook enkele lensvormige nootjes voor.

## Ecologie
Moeraszegge komt voor in moerassen, aan waterkanten en in natte loofbossen. In beekdalhooilanden komt de soort ook voor.

### Syntaxonomie
In de syntaxonomie staat moeraszegge binnen de rietmoerassen te boek als kensoort voor de moeraszegge-associatie.

## Verspreiding
Het natuurlijke verspreidingsgebied van moeraszegge strekt zich uit over Europa, Noordwest-Afrika en West- en Midden-Azië. De soort is van daaruit verder verspreid naar Zuid-Afrika en Noord-Amerika. Moeraszegge staat op de Nederlandse Rode Lijst als algemeen voorkomend en stabiel of toegenomen.

## Fotogalerij

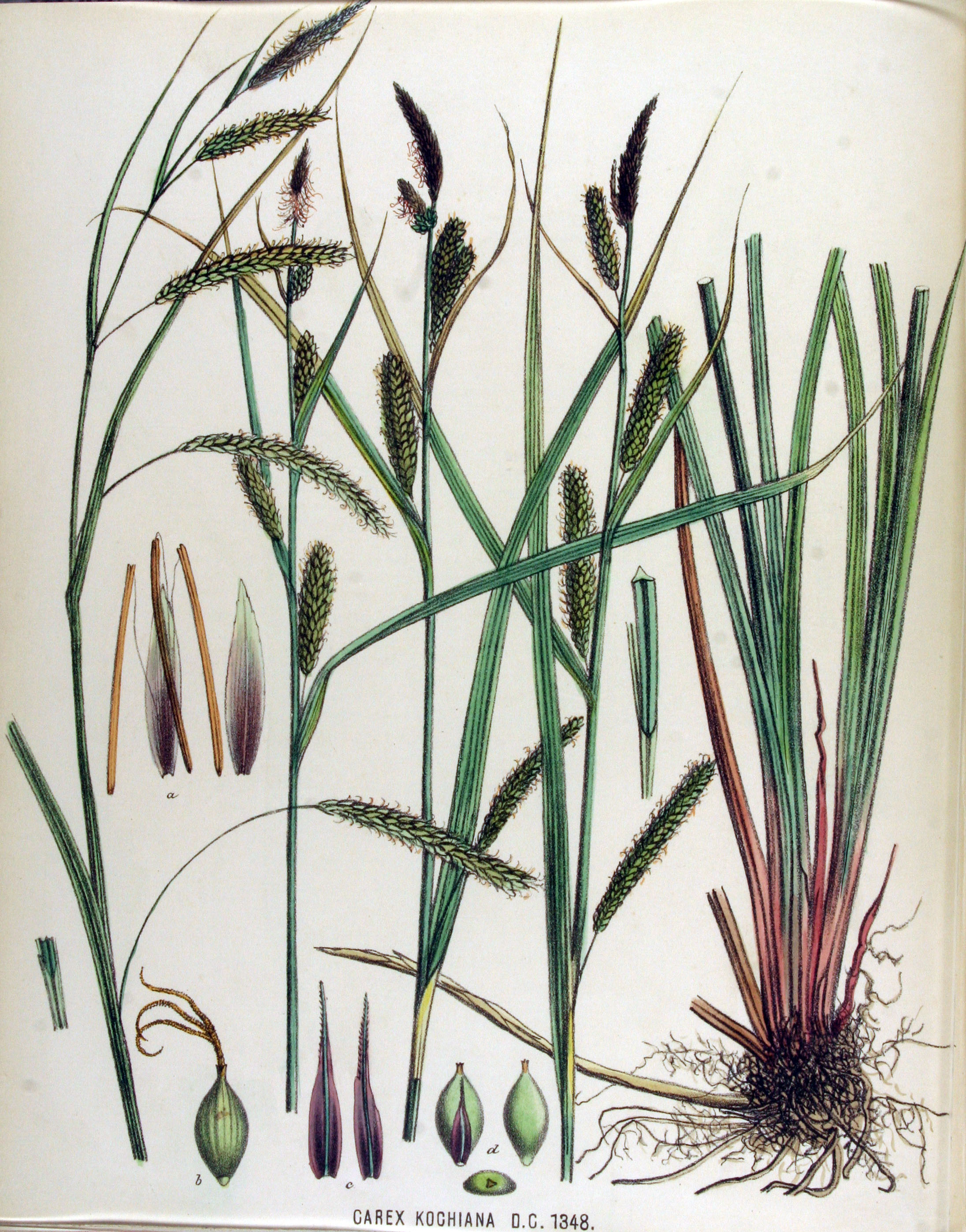
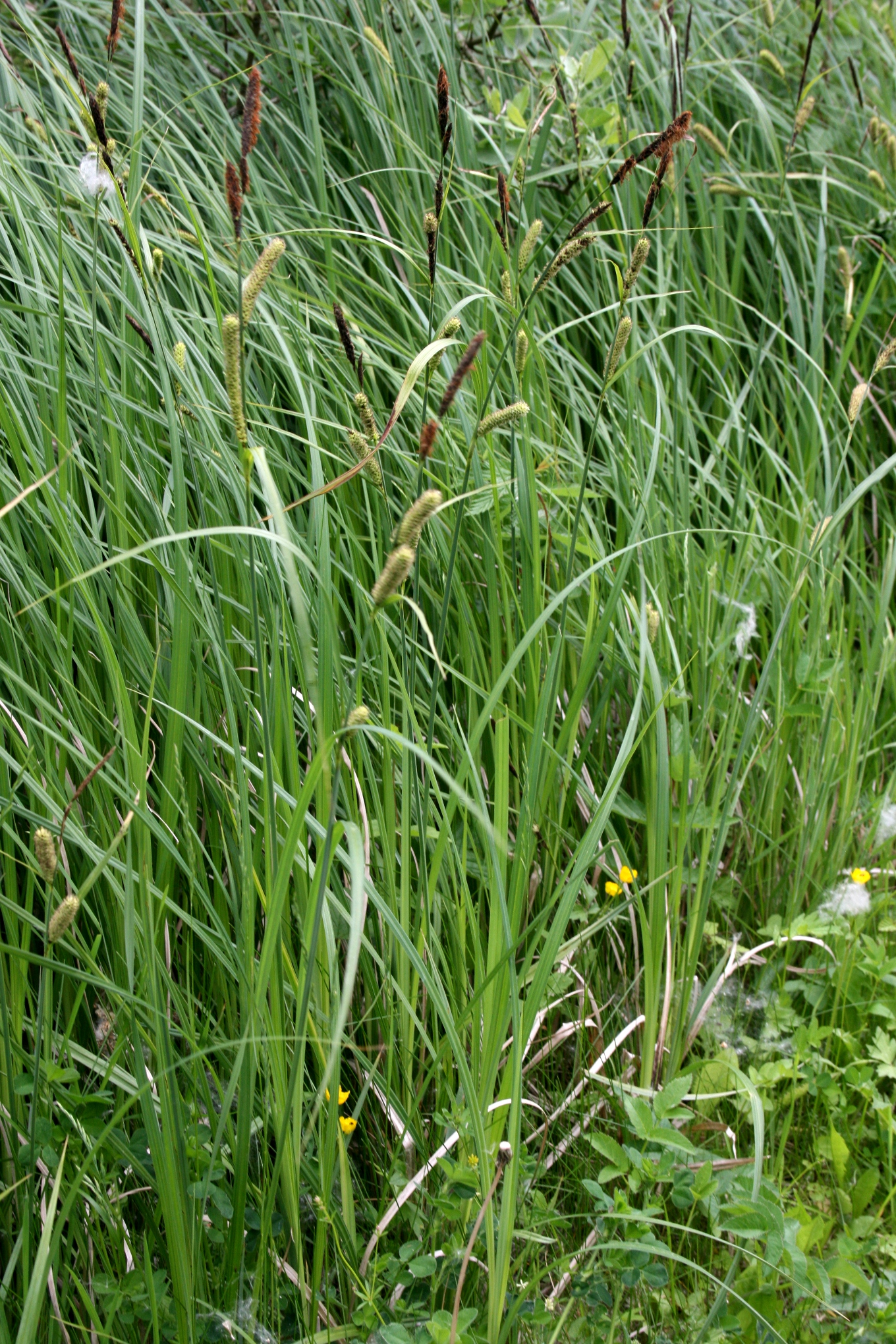
Planten
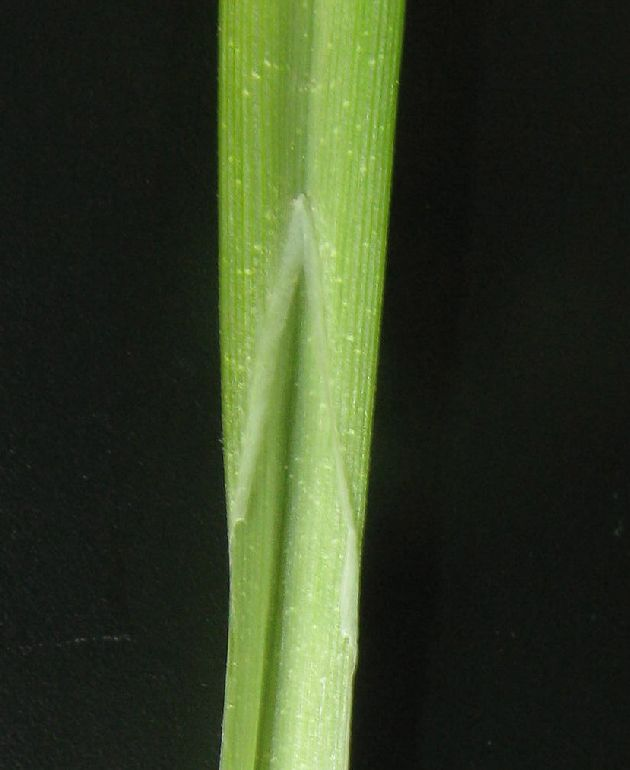
Tongetje
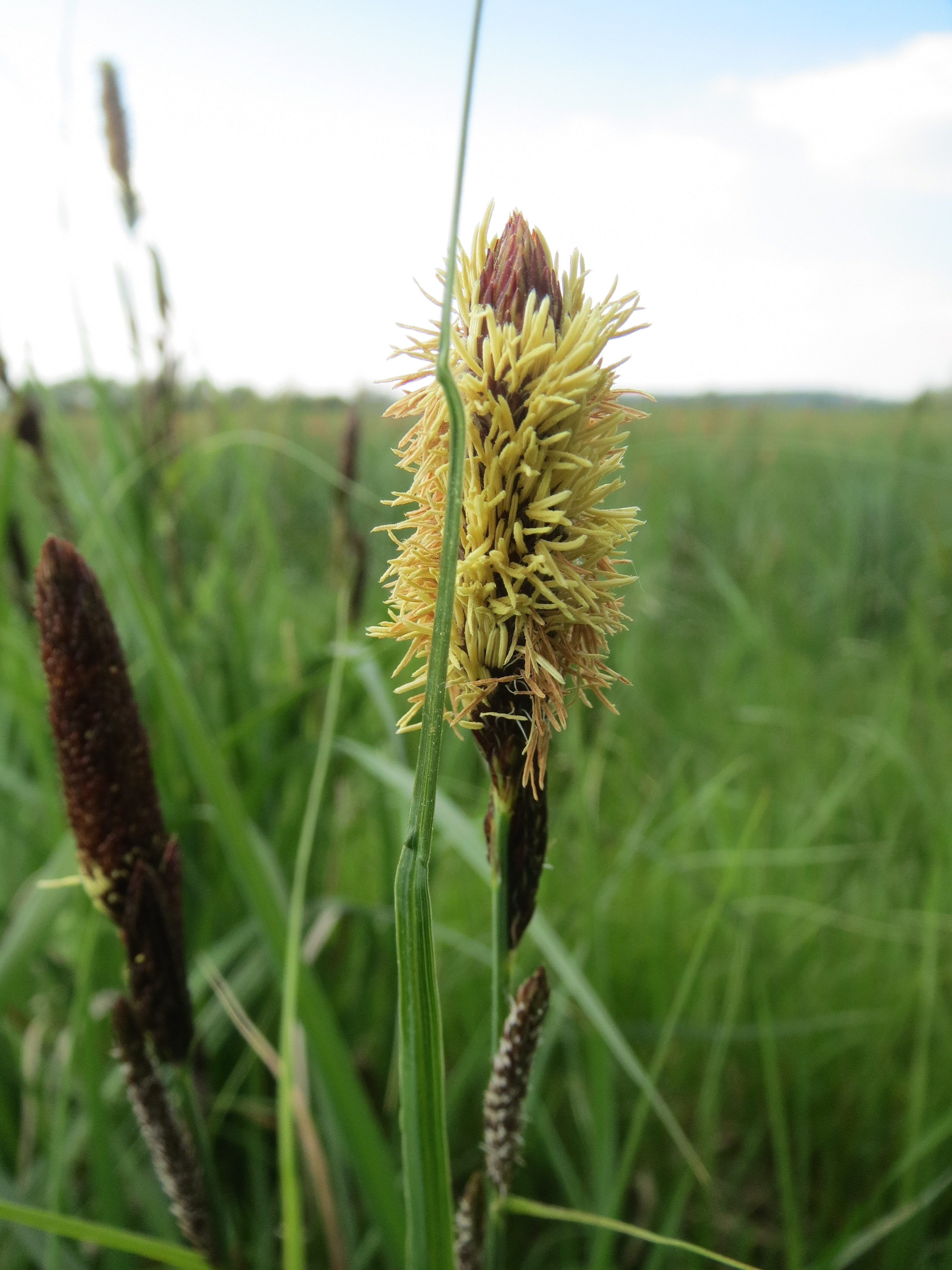
Mannelijke aar
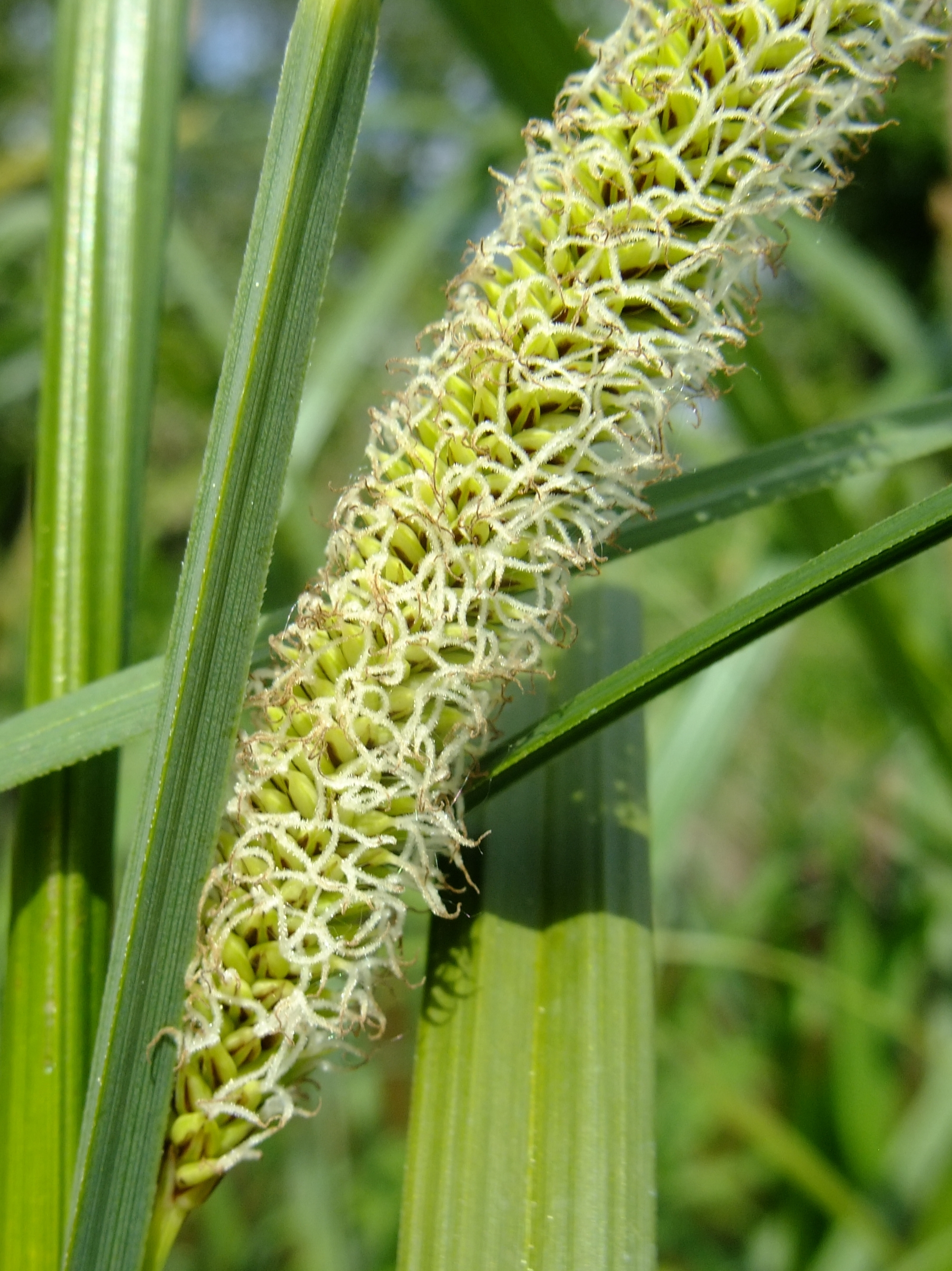
Vrouwelijke aar
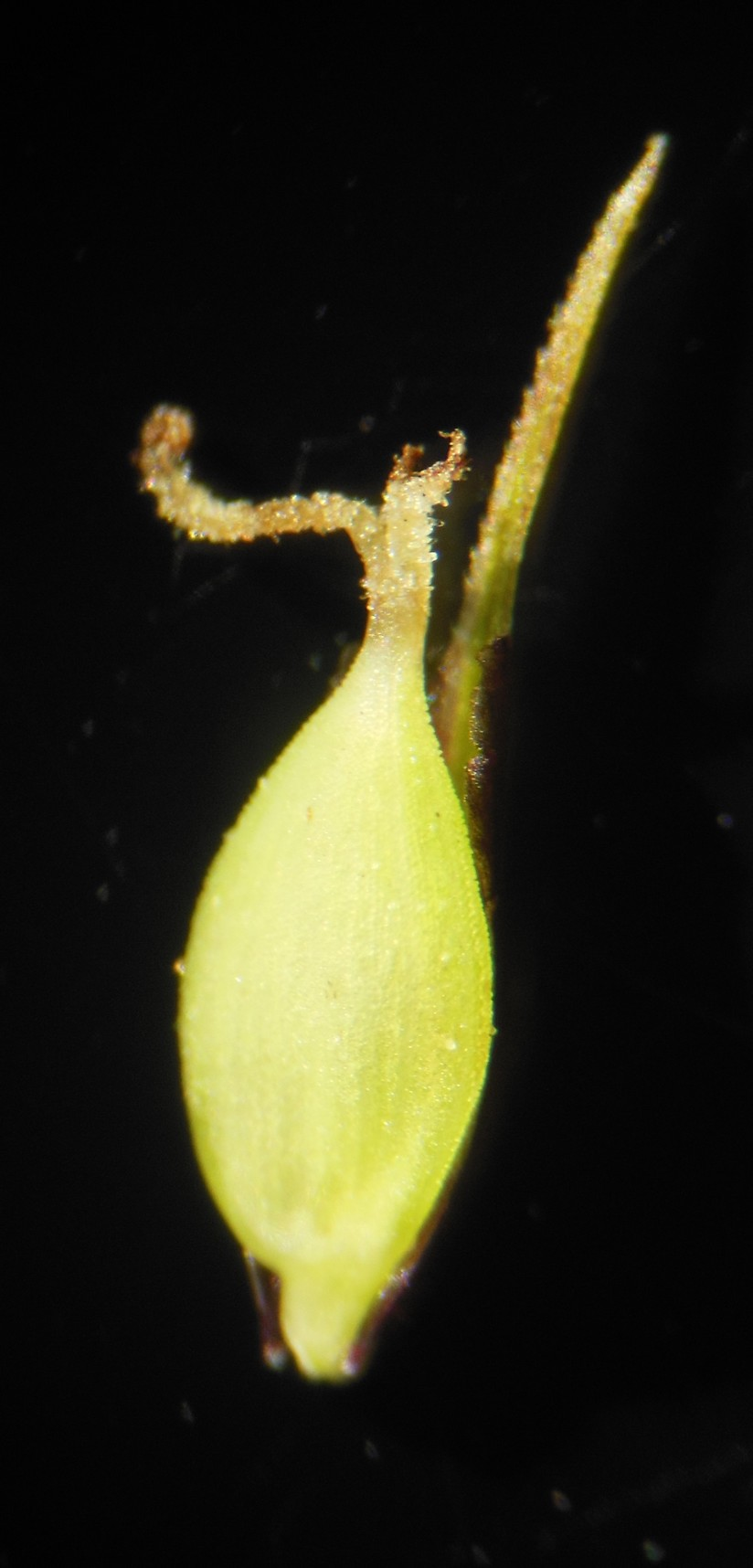
Urntje